# 弘仁式
《弘仁式》是日本平安时代初期制定并实施的律令格式。《弘仁式》共40卷，是三代格式（弘仁格式、貞觀格式、延喜格式）之一。

## 编撰过程
编撰格式的想法从桓武天皇时代就已出现，嵯峨天皇时代，设置了“造格式所”，以藤原冬嗣为总裁，领导藤原葛野麻吕等人，全面展开编撰格式的工作。弘仁十一年 (820年) 4月21日，《弘仁格》和《弘仁式》同时开始编撰，後續經過多次修訂。于天长七年 (830年) 10月7日修订后，同年11月17日施行，但之后由于又发现了缺陷，因此进行了修改，并于承和7年 (840年) 4月20日颁布修改后文本。据认为，现有現存的弘仁格式條文被認為是這次改正後的版本。

## 内容
《弘仁式》编撰以前，太政官和各政府部门根据需要制定了许多式例，例如《八十一例》、《式部省例》、《民部省式》。《弘仁格》收录大宝元年（701年）到弘仁10年（819年）这119年间的式例。《弘仁式》编撰时，重新整理过去的式例，按官司排列章节，如果没有合适的章节，则汇总为杂式放在书末。之后《贞观式》颁布之后，由于《弘仁式》仍然用于《贞观式》中未规定的事项，由于两者并行，因此出现了混乱。为此，再次编制了《延喜式》，不再使用《弘仁式》和《贞观式》。
《弘仁式》原文全卷已佚失，不过在九条家本《延喜式》的用纸背面保存部分《弘仁式》文本。目前已发现完整文本有巻十九式部下与巻二十五主税上的断簡。有一批叫做三十卷本的文本，被认为是偽書。